# Porozovo
Porozovo - uma vila na oblast de Ivanovo na Rússia. Localizado às margens do rio Volga.

## Galeria

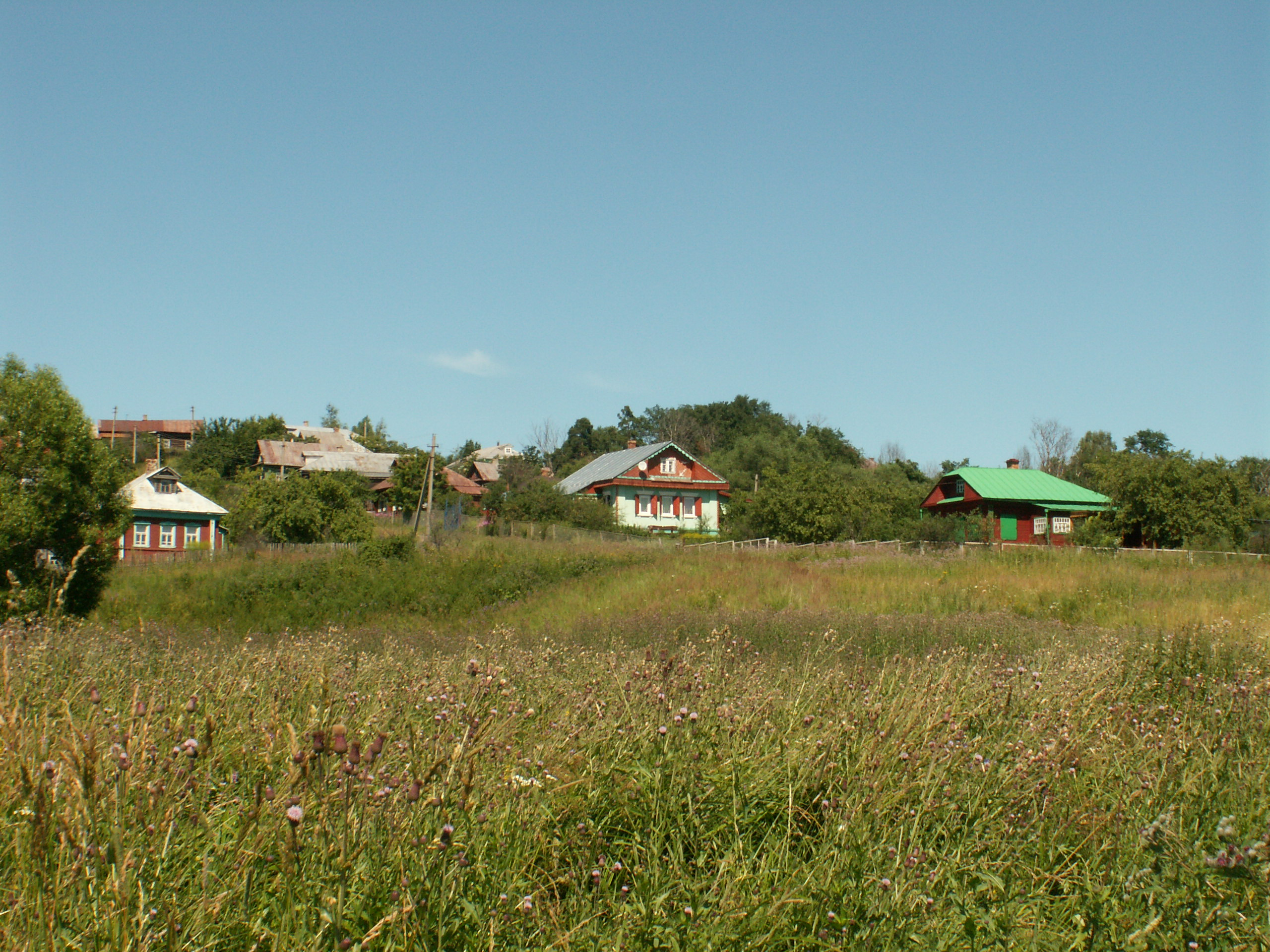
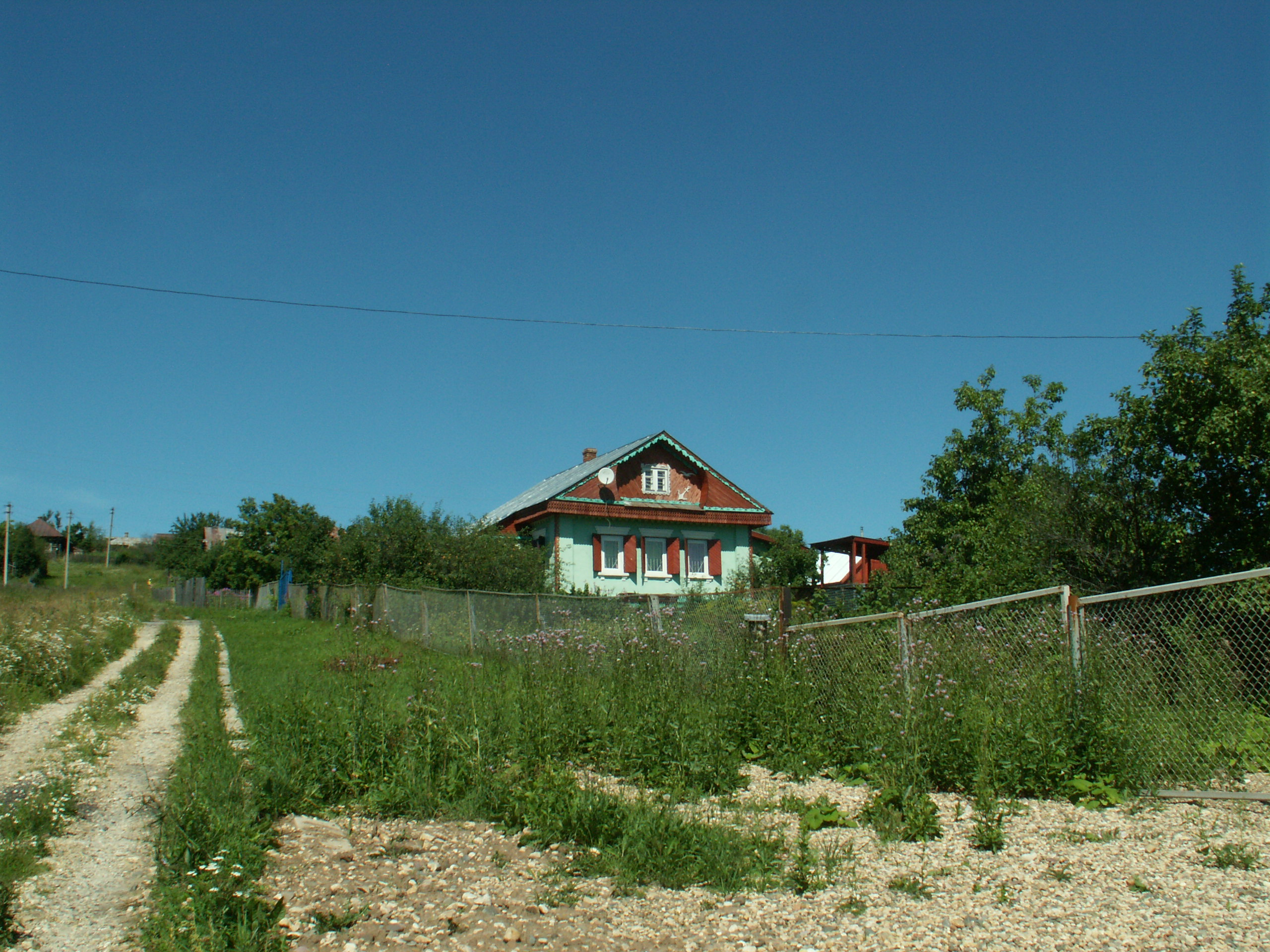
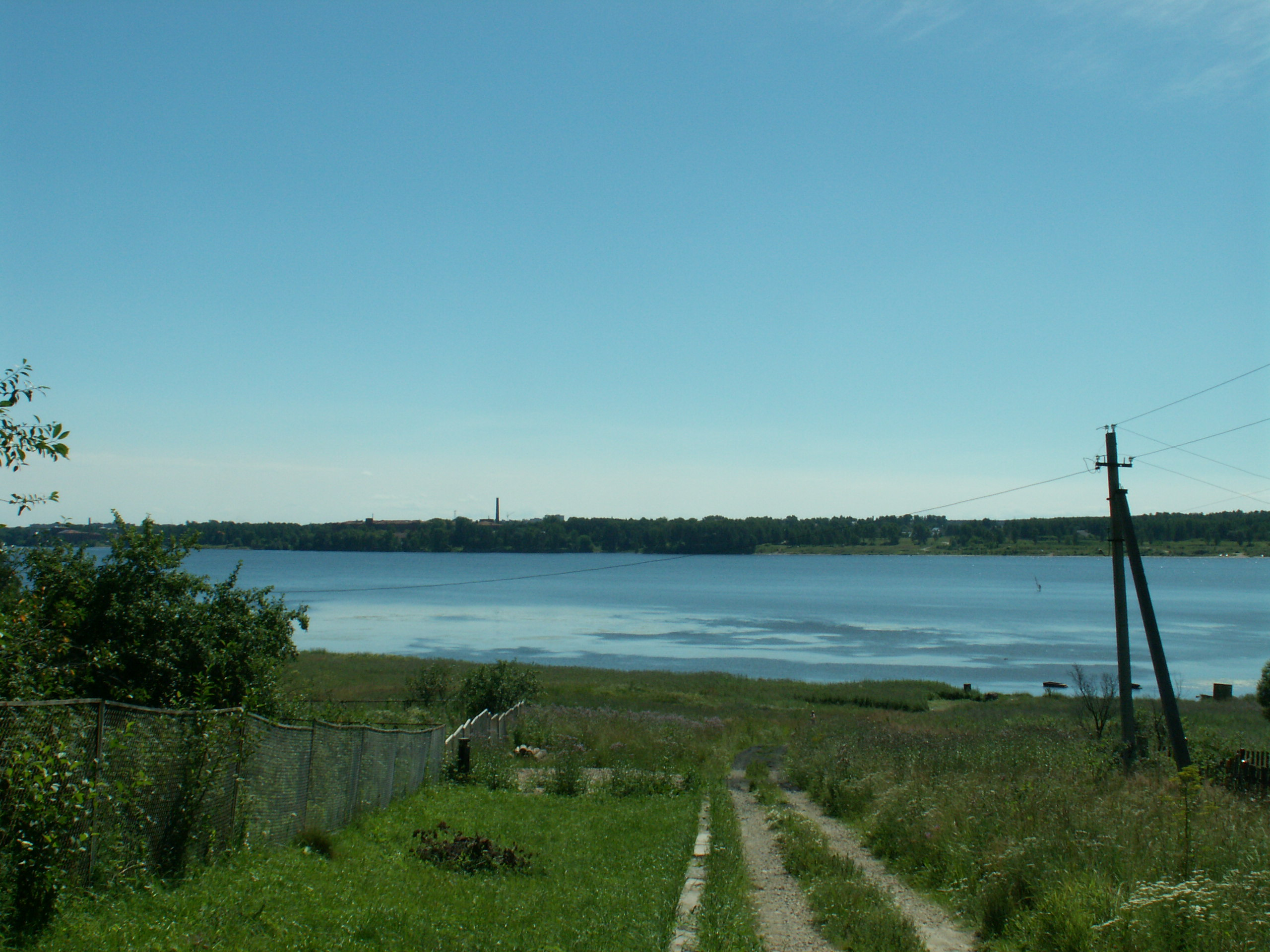
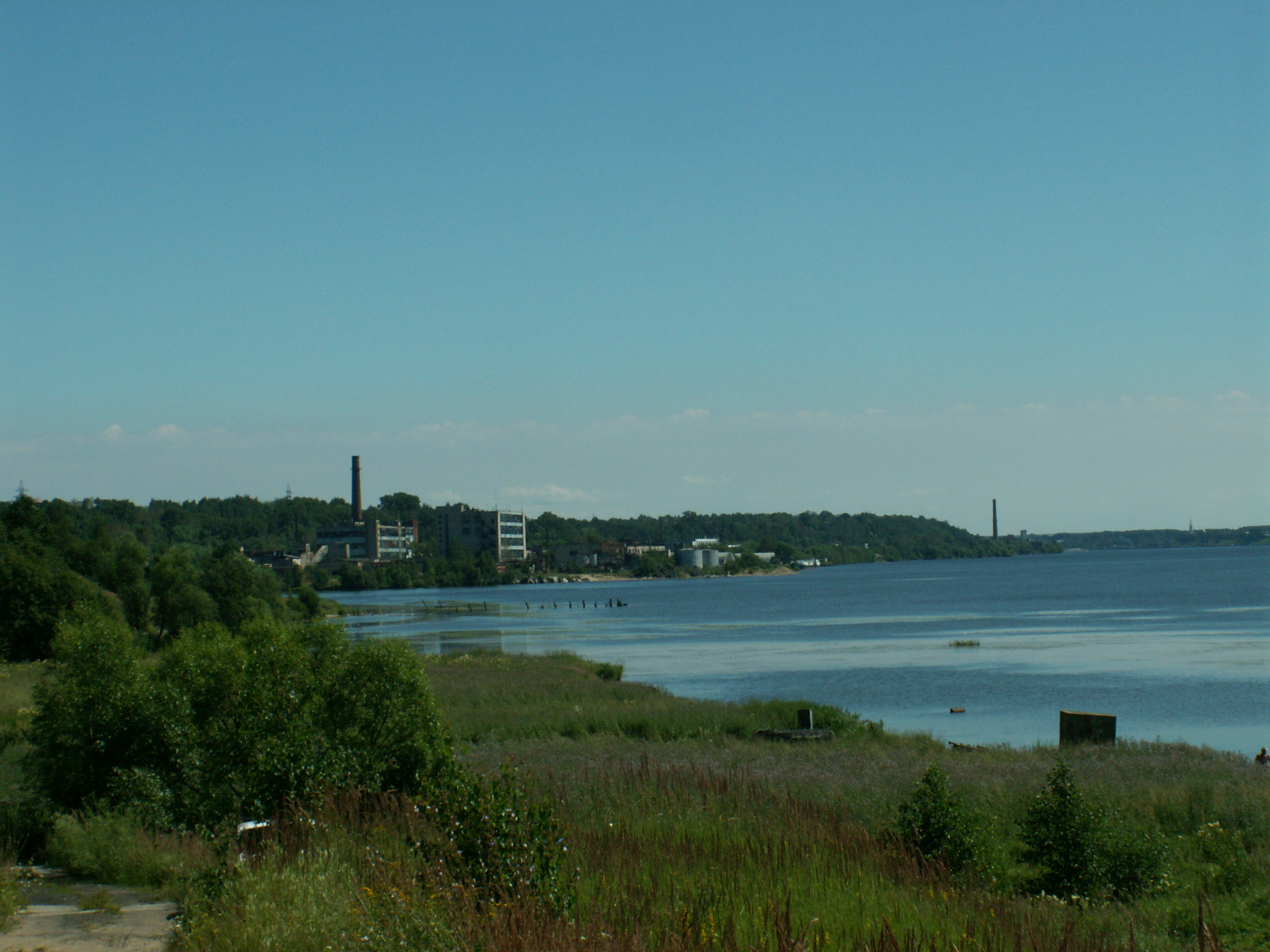
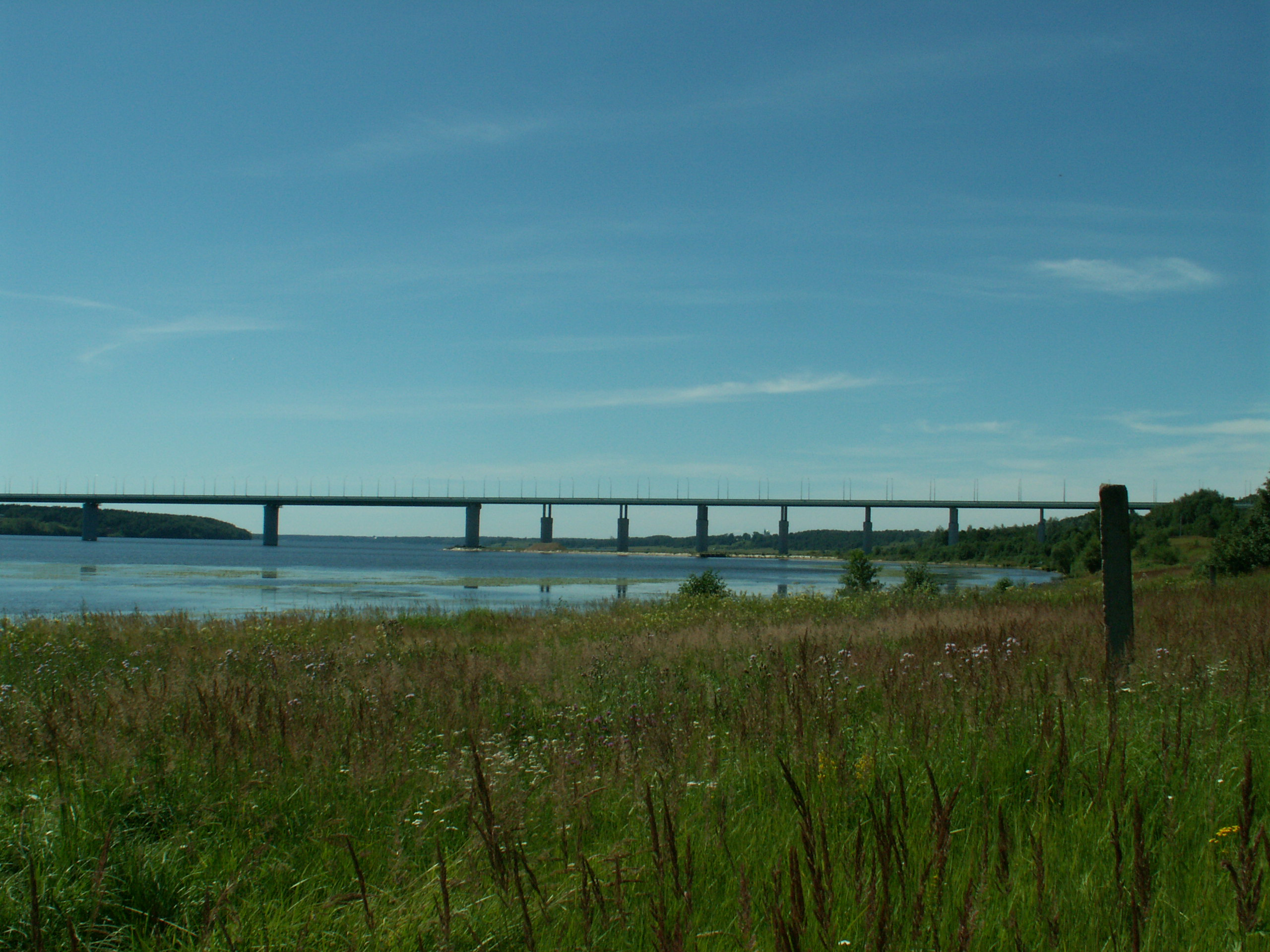